# سکینه ضیایی
سکینه ضیایی اردکانی (۲ اردیبهشت ۱۳۰۰ اردکان – ۱۳ فروردین ۱۳۹۴)، همسر سید روح‌الله خاتمی و مادر سید محمد خاتمی، رئیس‌جمهور اسبق ایران، دختر میرزا حسن ضیایی اردکانی معروف به ضیاءالعلما و نواده ملا محمد اردکانی ملقب به سلطان العلمااست. وی ۱۳۱۴ باسید روح‌الله خاتمی ازدواج کرد و فاطمه، خدیجه، محمد، مریم (همسر محمدعلی صدوقی)، علی، محمدرضا (همسر زهرا اشراقی) و زهرا به ترتیب ۷ فرزند آن‌ها هستند. وی هنگام هتک حرمت (رنگ پاشی) به مزار شوهرش سید روح‌الله خاتمی در سال ۸۹ در جوار آن متحصن شده بود.

## درگذشت
وی در اول فروردین ۹۴ دچار ضایعه مغزی شد و در ۱۳ فروردین ۱۳۹۴ چهل روز پس از مرگ دخترش فاطمه درگذشت و در جوار همسرش در محل گلزار شهدای شهرستان اردکان یزد آرمید.

### پیامهای تسلیت و حواشی آن
بدنبال درگذشت وی (۱۳ فروردین ۱۳۹۴) پیام‌های تسلیتی از سوی هاشمی رفسنجانی، سید حسن خمینی، حسن روحانی رئیس‌جمهور، علی لاریجانی رئیس مجلس، اسحاق جهانگیری، معاون اول رئیس‌جمهور و سید حسن قاضی زاده هاشمی، وزیر بهداشت، علی جنتی، وزیر ارشاد، محمدجواد ظریف، وزیر خارجه، محمد فرهادی، وزیر علوم، مصطفی پورمحمدی، وزیر دادگستری،وحیدخراسانی، صافی گلپایگانی، شهرستانی، یوسف صانعی، عبدالله نوری و دختران میرحسین موسوی خطاب به محمد خاتمی و دیگر فرزندان وی تقدیم شد.
از مراجع تقلید صانعی، موسوی اردبیلی و بیات زنجانی به صورت کتبی و جوادی آملی، شبیری زنجانی، صافی گلپایگانی و وحید خراسانی و همچنین جواد شهرستانی نماینده آیت‌الله سیستانی طی تماس‌های تلفنی، درگذشت مادر محمد خاتمی را تسلیت گفتند.

#### حواشی پیام‌های تسلیت
شیوه تسلیت گویی به خانواده خاتمی، پس از درگذشت پدر همسر محمد خاتمی و خواهرشان اهمیت سیاسی پیدا کرده‌است و در مورد درگذشت مادرشان نیز با حواشی زیر همراه بوده‌است:
- پس از درگذشت سکینه ضیایی، مادر سید محمد خاتمی، رئیس‌جمهور اسبق ایران و با وجودی که قوهٔ قضاییه وی را ممنوع‌التصویر و خبر اعلام کرده بود، مصطفی پورمحمدی، وزیر دادگستری نیز در پیامی به سید محمد خاتمی تسلیت گفت.[۶] خبر این تسلیت ابتدا در خبرگزاری میزان وابسته به قوه قضاییه منتشر شد، اما چند ساعت بعد از روی این سایت برداشته شد.[۷] خبرگزاری میزان بعد از انتشار پیام تسلیت پورمحمدی به محمد خاتمی رئیس‌جمهوری اسبق برای درگذشت مادرش ضمن حذف این مطلب، دبیر گروه قضایی این خبرگزاری را هم اخراج کرد.[۸]
- علی خامنه‌ای رهبر ایران، پس از سه روز، بدون بردن نامی از فرزندان وی، پیام تسلیت خود را اینگونه اعلام کرد: «... اینجانب ضمن تسلیت به ارادتمندان آیت‌الله خاتمی و عموم مردم اردکان و به ویژه خانواده‌های عزادار از خداوند متعال رحمت و مغفرت واسعه برای آن مرحومه مسئلت می‌نمایم.»[۹] وی یکماه پیشتر نیز بدنبال درگذشت فاطمه سادات خواهر خاتمی را تنها به مادرشان تسلیت گفته بود.